# Carignan (uva)
Carignan é uma uva da família da Vitis vinifera, cuja casca é grossa e produz vinhos de cor escura, com alto teor alcoólico e com taninos pronunciados. É originária da França.

## História
Ampelógrafos acreditam que a uva provavelmente se originou em Cariñena, Aragão, e posteriormente foi transplantada para a Sardenha, outras regiões da Itália, França, Argélia e diversas áreas do Novo Mundo. Historicamente, a variedade foi componente dos vinhos tintos de Rioja. Seu auge na França ocorreu em 1988, quando representava 167.000 hectares, sendo a uva mais plantada no país. Naquele ano, visando aumentar a qualidade dos vinhos europeus e reduzir o excedente de produção, a União Europeia iniciou um programa agressivo de arranque de vinhas, oferecendo subsídios para os viticultores que removiam suas videiras. A Carignan foi a variedade mais afetada, reduzindo sua área plantada para 95.700 hectares em 2000, sendo superada pela Merlot como a uva mais plantada.

## Viticultura
A popularidade da Carignan esteve ligada à sua capacidade de produzir rendimentos muito elevados, na faixa de 200 hectolitros por hectare (cerca de 11 toneladas por acre). No entanto, a videira enfrenta desafios significativos, sendo sensível a diversos riscos vitícolas, incluindo podridão, oídio, míldio e lagartas. É uma variedade de brotação e maturação tardias, necessitando de um clima quente para atingir plena maturação fisiológica. A videira também desenvolve um pedúnculo espesso ao redor dos cachos, dificultando a colheita mecânica. Possui um hábito de crescimento ereto e pode ser cultivada sem necessidade de treliça.

## Enologia
Na vinificação, a Carignan é frequentemente utilizada como componente de cor profunda em blends, raramente sendo vinificada como varietal, com algumas exceções. Pode ser uma variedade desafiadora para os enólogos devido à sua acidez naturalmente alta, taninos e adstringência, exigindo habilidade para produzir um vinho de finesse e elegância. Alguns enólogos têm experimentado a maceração carbônica e a adição de pequenas quantidades de Cinsault e Grenache, obtendo resultados positivos. Syrah e Grenache são considerados seus melhores parceiros de blend, capazes de produzir vinhos mais suaves com frutas rústicas e perfume. Na Califórnia, a Ridge Vineyards obteve sucesso com um vinho varietal feito de vinhas de Carignan plantadas na década de 1880.